# Хильдесхаймский собор
Собор Вознесения Святой Марии, также Хильдесхаймский собор — кафедральный собор, кафедра епископа Хильдесхайма. Первый собор на этом месте был построен в 872 году. Занесён ЮНЕСКО в список Всемирного наследия.

## История
В 815 году было основано Хильдесхаймское епископство. Сперва была построена часовня святой Марии, в районе апсиды нынешнего собора. Затем южнее была построена базилика с двумя круглыми башнями, посвящённая святой Цецилии. Эта базилика выполняла функции собора, и первые четыре епископа были в ней похоронены. От этих зданий остались лишь фундаменты.
Собор Вознесения Святой Марии в Хильдесхайме был построен в 872 году при епископе Альтфриде в виде трёхнефной базилики. В 1046 году собор сильно пострадал от пожара. Епископ Ацелин принял решение о строительстве нового собора к западу от старого, при этом стена старого собора должна была быть разрушена. План, однако, не был осуществлён, а преемник Ацелина Хецило отказался от этого плана и построил новый собор, использовав фундамент и остатки стены здания времён Альтфрида. До XIV века проводились дальнейшие перестройки здания. В готический период на северной и южной сторонах были пристроены часовни. Средокрестие сохранилось в стиле барокко. В XIX  веке первоначальный фасад был заменён неоготическим с двумя башнями, сохранявшимся до 1945 года.
Структура территории вокруг собора до сих пор остаётся той же, что и во время Бернварда Хильдесхаймского, когда она впервые была обустроена.
Во Вторую мировую войну собор был практически полностью разрушен, затем выстроен заново с 1950 по 1960 год. При этом элементы не восстанавливались, и собору был возвращён раннероманский вид.
В январе 2010 года собор закрылся для проведения реставрационных работ. Окончание реставрации планируется 15 августа 2014 года. Временной епископской кафедрой на время закрытия собора служит базилика святого Годехарда. Эта же базилика служила епископской кафедрой сразу после войны, когда собор был разрушен.

## Тысячелетний розарий

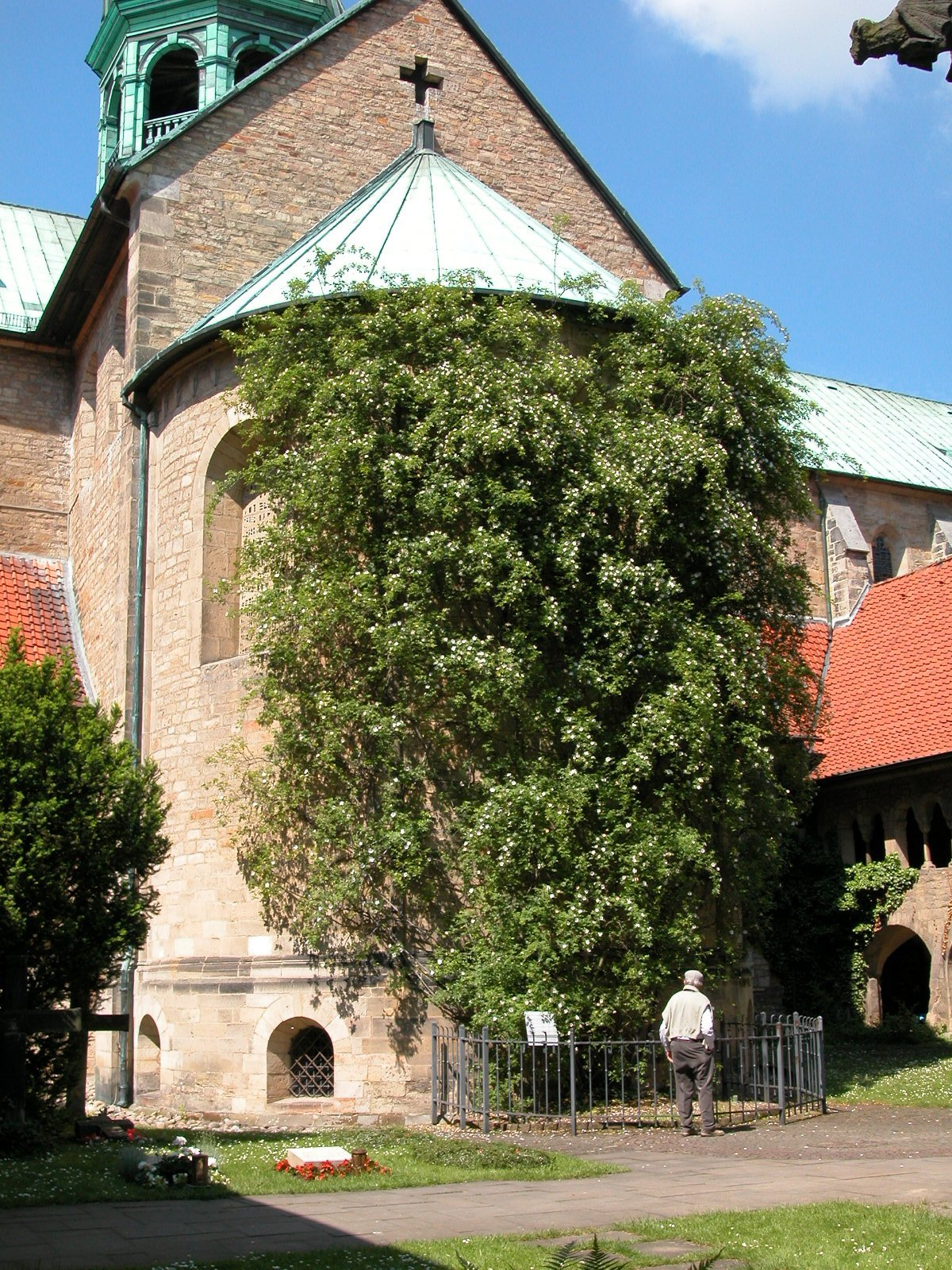
Тысячелетний розарий

На внешней стене апсиды растёт роза, получившая название «Тысячелетний розарий». Точный возраст Хильдесхаймской розы неизвестен, легенда называет 815 год. Согласно легенде, Людовик Благочестивый, находясь на охоте, приказал отслужить мессу, для чего на ветку дикой розы был повешен реликварий, посвящённый Богоматери. После мессы реликварий не удалось снять с ветки, что император расценил как предзнаменование. В результате он основал епископскую кафедру не в Эльце, как планировал, а на месте будущего Хильдесхайма, где была отслужена месса, и посвятил собор Марии, чьим символом является роза.
Реальный возраст современной розы не менее четырёхсот лет.
Во время бомбардировок 22 марта 1945 года роза сильно пострадала; думали, что она засохла. Однако корни растения не были повреждены, и уже весной 1945 года появились новые ветви, а к 1948 году розовый куст полностью восстановился.